# Afghanische Fußballnationalmannschaft der Frauen
Die afghanische Fußballnationalmannschaft der Frauen (Dari: تیم ملی فوتبال زنان افغانستان Tīm-e Millī-e Fūtbāl-e Afghānestān, Paschtu: د افغانستان د فوټبال ملي لوبډله Da Afghānestān da Fūṭbāl Millī Lobḍala) ist (oder war) die Frauenfußballauswahlmannschaft der Afghanistan Football Federation (AFF).

## Geschichte
2007 wurde die Nationalmannschaft vom Nationalen Olympischen Komitee mit Schülerinnen aus Kabul ins Leben gerufen. 2008 bestritt sie ein Vorbereitungscamp in Deutschland. Ihr erstes Länderspiel absolvierte die Nationalmannschaft 2010 im Rahmen der Südasienmeisterschaft. Der erste Pflichtspielsieg folgte 2012 mit einem 2:0 gegen Katar. Bei der zweiten Ausgabe der Südasienmeisterschaft im Jahr 2012 erreichte die Mannschaft das Halbfinale, in dem eine Niederlage gegen Indien mit 0:11 folgte. 2014 verließ die Nationalmannschaft den Südasiatischen Fußballverband und wurde Mitglied des neu gegründeten Zentralasiatischen Fußballverbands.
Seit 2016 ist die ehemalige US-Nationalspielerin Kelly Lindsey Nationaltrainerin und Haley Carter ihre Assistentin. Khalida Popal ist als Programmdirektorin tätig.
Im Dezember 2018 kündigte Hummel an, den afghanischen Fußballverband nicht mehr zu sponsern, nachdem Vorwürfe gegen männliche Angestellte des Verbandes wegen physischen, psychischen und sexuellen Missbrauchs von Spielerinnen der Nationalmannschaft aufgetaucht waren.
Nach dem Vormarsch der Taliban in Afghanistan 2021 mussten die Spielerinnen um ihr Leben fürchten. Am 24. August 2021 wurde bekanntgegeben, dass viele Sportlerinnen erfolgreich ins Ausland gerettet werden konnten. Fußball(national)spielerinnen gelangten mit einem Flug nach Doha, Katar, und befinden sich auf Kosten der FIFA seit Dezember 2021 in Shëngjin, Albanien, ein anderer Teil in Australien. Die Jugendnationalmannschaft der Frauen bekam derweil in Portugal Asyl und wurde dort von der ehemaligen Kapitänin der afghanischen Nationalmannschaft, der in Kanada lebenden Farkhunda Muhtaj, begrüßt.
Im Jahr 2025 gab die ehemalige Nationalspielern Khalida Popal bekannt, weiterhin für die Aufrechterhaltung und Teilnahme an internationalen Turnieren der Nationalmannschaft zu arbeiten.

## Turniere

### Olympische Spiele
- 1996 bis 2020: nicht teilgenommen
- 2024: zurückgezogen vor der Qualifikation
- 2028: nicht teilgenommen

### Weltmeisterschaft
- 1991 bis 2019 – nicht teilgenommen
- 2023 – zurückgezogen
- 2027 – nicht teilgenommen

### Asienmeisterschaft
- 1975 bis 2018 – nicht teilgenommen
- 2022 – Vor dem Start der Qualifikation zurückgezogen
- 2026 – nicht teilgenommen